# Myzinum
Myzinum (лат.) — род ос из семейства Thynnidae (ранее в Tiphiidae) подотряда жалоносных (Apocrita) перепончатокрылых насекомых (Hymenoptera). Новый Свет (Америка): от Канады и США до Аргентины на юге. 63 вида, из которых 10 — в Северной Америке. 

## Описание
Среднего размера осы, длина тела — 1—2 см. Усики самок 12-члениковые, а у самцов — 13. Паразитоиды личинок пластинчатоусых жуков из семейства Scarabaeidae.
Имаго Myzinum кормятся на цветах 22 видов растений, главным образом, из семейств Астровые и Зонтичные (Tooker and Hanks 2000).
- Myzinum carolinianum (Panzer, 1806)
- Myzinum cocoritensis Kimsey, 2009[2]
- Myzinum confluens (Cresson, 1865)
- Myzinum dubiosum (Cresson, 1872)
- Myzinum frontale (Cresson, 1875)
  - (=Plesia marginata Say, 1823, preoc.)
- Myzinum fulviceps (Cameron, 1900)
- Myzinum maculatum (Fabricius, 1793)
- Myzinum obscurum (Fabricius, 1805)
- Myzinum nameum (Fabricius, 1805)
- Myzinum navajo (Krombein, 1938)
- Myzinum quinquecincta (Fabricius, 1775)
- Другие